# Duchennova mišična distrofija
Duchennova mišična distrofija je ena izmed oblik mišične distrofije - povzroči degeneracijo mišičnega tkiva ter sčasoma smrt. Prenaša se recesivno spolno vezano na kromosom X in prizadane približno 1 na 3600 fantov. Do nepravilnosti pride zaradi mutacije gena na kromosomu X, ki kodira beljakovino distrofin. Distrofin je pomembna strukturna komponenta v mišičnem tkivu, ki omogoča strukturno stabilnost distroglikanskega kompleksa na sarkolemi. 

## Simptomi
Simptomi se po navadi pojavijo pri fantkih pred šestim letom starosti. Z laboratorijskim testiranjem se lahko mutacija določi že pri rojstvu. Najprej se pojavi progresivna mišična slabost v proksimalnih delih spodnje okončine in medenice zaradi izgubljanja mišične mase. Sčasoma se slabost prenese na področje zgornjega uda, vratu in druga. V ranem stadiju bolezni se lahko pojavi psevdohipertrofija (povečanje mečnih mišic, deltoideusa in jezika), nizek nivo vzdržljivosti in težave s samostojno stojo ter nesposobnost hoje po stopnicah. Ko bolezen napreduje se mišično tkivo začne nadomeščati z adipoznim in fibroznim tkivom. Do desetega leta starosti potrebuje bolnik že bergle, pri dvanajstih letih pa je večina bolnikov že v vozičku. Poznejši simptomi vključujejo nenormalno rast kosti, kar privede do skeletnih deformacij, recimo ukrivljanja hrbtenice. Zaradi progresivnega pojemanja mišične mase pride po navadi do nezmožnosti gibanja in paralize. Lahko je prisotna tudi intelektualna pomanjkljivost, a če do nje pride, se s staranjem ne poslabšuje. Po navadi so prisotni še naslednji simptomi:
- neroden način hoje (bolniki hodijo po sprednjem delu stopala zaradi močnejših meč)
- pogosto padanje
- utrujenost
- raznovrstne motorične pomanjkljivosti (tek, skakanje, ...)
- mišične kontrakture in brazgotinjenje kit ter tetiv
- večja verjetnost nastanka nevroloških in kognitivnih (disleksija) motenj
- lordoza (naprej ukrivljena hrbtenica) in kasneje skolioza (vstran ukrivljena hrbtenica)

Povprečna pričakovana življenjska doba bolnika z DMD je 25 let.

## Patofiziologija
Do DMD pride zaradi mutacije gena za distrofin na lokusu Xp21 (kromosom X, krak p, prva proga v drugi skupini prog). Distrofin je ključen za povezavo citoskeleta vsakega mišičnega vlakna s spodaj ležečo bazalno lamino preko distroglikanskega kompleksa, ki je sestavljen iz številnih podenot. Odsotnost distrofina dovoljuje prekomerni količini kalcijevih ionov prehod skozi sarkolemo. Zaradi alteracije signalne poti v mitohondrije vdrejo molekule vode, kar povzroči, da mitohondriji popokajo. V distrofiji skeletnih mišic povzroči mitohondrijska disfunkcija ojačitev določenih signalov, kar preko kompleksne kaskadne reakcije, ki je še povsem ne razumemo, povzroči poškodbe sarkoleme in končno nekrozo mišičnih vlaken, ki jih nato nadomesti maščobno in vezivno tkivo. 
Ker se bolezen prenaša recesivno spolno vezano na kromosom X, so nosilke po navadi ženske, obolevajo pa predvsem moški. Bolezen se lahko pojavlja tudi pri ženskah, če gre za dedovanje dveh mutiranih X kromosomov (zelo malo verjetno), lahko pa simptomi nastanejo tudi zaradi različnih vzorcev inaktivacije kromosoma X, če pride do  inaktivacije nemutiranega gena na nemutiranem kromosomu X. DMD se lahko podeduje, lahko pa nastane tudi zaradi spontanih mutacij med gametogenezo.

## Zdravljenje
Trenutno zdravila za DMD v Evropski uniji še ni, vendar so rezultati nedavnih študij t. i. metode preskakovanja eksonov vzpodbudni, saj se je pri tej metodi sposobnost hoje bolnikov celo rahlo izboljšala. Pri metodi preskakovanja eksonov se s pomočji določenih spojin omogoči, da se določeni mutirani deli gena ne prepišejo pri transkripciji na RNA, kar povzroči nastanek bolj funkcionalnega a še vedno pomanjkljivega distrofina. Terapije so po navadi usmerjene v nadzorovanje simptomov bolezni in omogočanje čim boljše kvalitete življenja.
Elevidys (delandistrogene moxeparvovec) je genska terapija, ki jo je ameriška agencija za zdravila leta 2024 potrdila za zdravljenje bolezni za otroke, starejše od štirih let.